# Daddy Cool
"Daddy Cool" es una canción de la agrupación alemana Boney M. perteneciente a su álbum debut Take the Heat off Me. La canción se convirtió en un éxito internacional. Fue el segundo sencillo de la agrupación en 1976 e inicialmente no causó mayor impacto. No fue hasta su interpretación en el programa musical Musikladen en septiembre que el sencillo ganó reconocimiento, ubicándose en los primeros lugares de las listas de éxitos europeas.

## Versiones
- La banda Placebo realizó una versión de la canción en el álbum Sleeping with Ghosts de 2003.
- El dúo sueco Peaches realizó una versión de la canción en 2004.
- El grupo Groove Century hizo una versión de esta canción en 2017 para el videojuego de baile Just Dance 2018.